# 天正遣欧少年使節

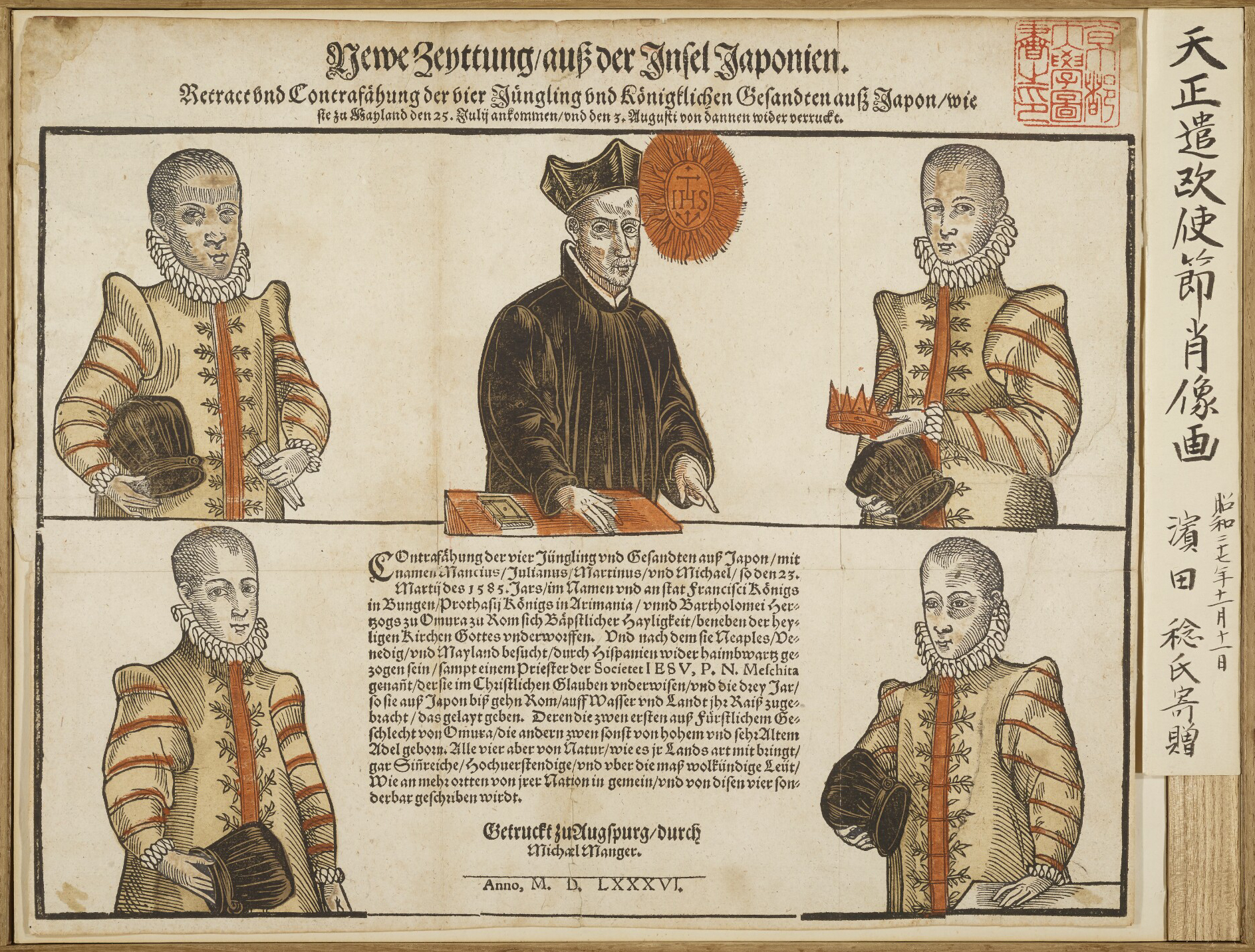
1586年にドイツのアウグスブルグで印刷された、天正遣欧使節の肖像画。タイトルには「日本島からのニュース」と書かれている。1586年出版、京都大学図書館蔵。
右上・伊東、右下・千々石、左上・中浦、左下・原。中央・メスキータ神父。

天正遣欧少年使節（てんしょうけんおうしょうねんしせつ）は、1582年（天正10年）にキリシタン大名である大友義鎮（宗麟）・大村純忠・有馬晴信らの名代としてローマへ派遣された4名の少年を中心とした使節団である。天正遣欧使節、天正少年使節とも呼ばれる。イエズス会員アレッサンドロ・ヴァリニャーノが発案した。豊臣秀吉のバテレン追放令などで一時帰国できなくなるが、1590年（天正18年）に帰国。使節団によってヨーロッパの人々に日本の存在が知られるようになり、彼らの持ち帰ったグーテンベルク印刷機によって日本語書物の活版印刷が初めて行われキリシタン版と呼ばれた。

## 目的
ヴァリニャーノは自身の手紙の中で、使節の目的をこう説明している。
- 第一はローマ教皇とスペイン・ポルトガル両王に日本宣教の経済的・精神的援助を依頼すること。
- 第二は日本人にヨーロッパのキリスト教世界を見聞・体験させ、帰国後にその栄光、偉大さを少年達自ら語らせることにより、布教に役立てたいということであった。

研究者の伊川健二は、ヴァリニャーノを正使とした使節団がインドのゴアを中心に、日本からヨーロッパへの橋渡しをしたことを主張している。また彼らは、ヨーロッパへ渡りはじめて帰国した日本人とされる。渡欧し、現地に残ったものは、1555年のベルナルドなどが確認されている。

## 天正遣欧使節記
『天正遣欧使節記』または『遣欧使節対話録』として4名の少年達の生きた声として引用されているのが『デ・サンデ天正遣欧使節記』だが、これは日本に帰国前の少年使節と日本にいた従兄弟の対話録として著述されており、両者の対話が不可能なことからフィクションとされている。歴史学で使われる一次資料には大名または使節からの書簡、各国使節の報告書簡、会議録、会計帳簿等があり、これらを集めて分析した歴史学者の記録とは厳密に区別されており、『デ・サンデ天正遣欧使節記』に記述された少年たちの対話録や目撃証言は巡察師ヴァリニャーノが伝えようとした虚構と考えられている。

## 使節団の構成
使節の少年たちは有馬晴信が日野江城下に建てたセミナリヨで学ぶ生徒の中から選ばれた。使節4名の正確な生年月日は不明だが、派遣当時の年齢は13 - 14歳であった。1568年2月生まれ(14歳)の中浦ジュリアンが最年長で、他の3人の生年は不明だが原マルティノが最年少と言われる。
- 使節

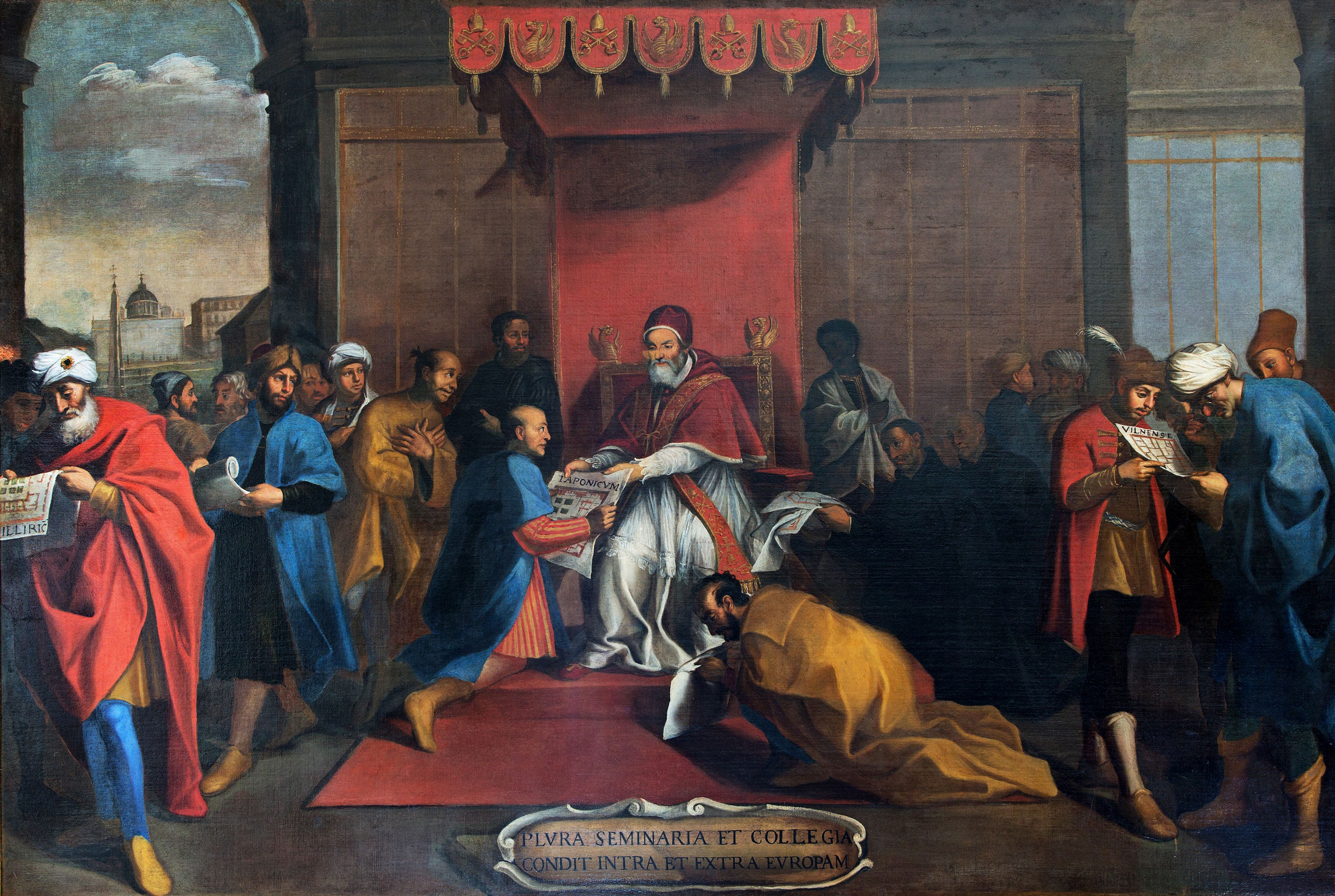
伊東マンショとグレゴリウス13世の謁見の場面

  - 伊東マンショ（主席正使） - 大友義鎮（宗麟）の名代。宗麟の血縁。日向国主伊東義祐の孫。後年、司祭に叙階される。1612年長崎で病死。
  - 千々石ミゲル（正使） - 大村純忠の名代。純忠の甥で有馬晴信の従兄弟。後に棄教。
  - 中浦ジュリアン（副使） - 後年、司祭に叙階。1568年2月8日ころ（永禄11年正月）に肥前国中浦城主小佐々純吉の息子・小佐々甚吾として生誕。帰国後は各地で隠れながら布教を続け、1633年長崎で穴吊るしの刑により殉教。2008年、ローマ教皇により福者に列せられる。
  - 原マルティノ（副使） - 後年、司祭に叙階。1629年、追放先のマカオで死去。
- 随員
  - ジョルジェ・ロヨラ修道士 - 使節の教育係、日本人
  - コンスタンチノ・ドラード - 印刷技術習得要員、日本人少年
  - アグスチーノ - 印刷技術習得要員、日本人少年
  - アレッサンドロ・ヴァリニャーノ神父 - ローマへ随行するつもりだったが、職務によってゴアにとどまる。
  - ヌーノ・ロドリゲス神父 - ヴァリニャーノの後を継いで一行に従う。
  - ディオゴ・デ・メスキータ神父 - 通訳、イエズス会員
  - ロレンソ・メシア神父
  - オリヴィエーロ修道士

## 主な寄港地・宿泊地
1. マカオ
2. マラッカ
3. コチン (インド)
4. サンタ・エレーナ (セントヘレナ島)
5. リスボン
6. グアダルーペ (これよりスペイン)
7. トレド
8. マドリード
9. ベルモンテ
10. ムルシア
11. アリカンテ
12. マヨルカ島
13. ピサ (これよりイタリア)
14. フィレンツェ
15. シエナ
16. ローマ
17. ボローニャ
18. ヴェネツィア
19. フェラーラ
20. ミラノ
21. ジェノバ
22. バルセロナ (これよりスペイン)
23. モンセラート
24. サラゴサ
25. マドリード
26. コインブラ (これよりポルトガル)
27. シントラ
28. リスボン
29. モザンビーク島
30. ゴア (インド)
31. マラッカ
32. マカオ

## 関係年譜
- 1582年（天正10年）

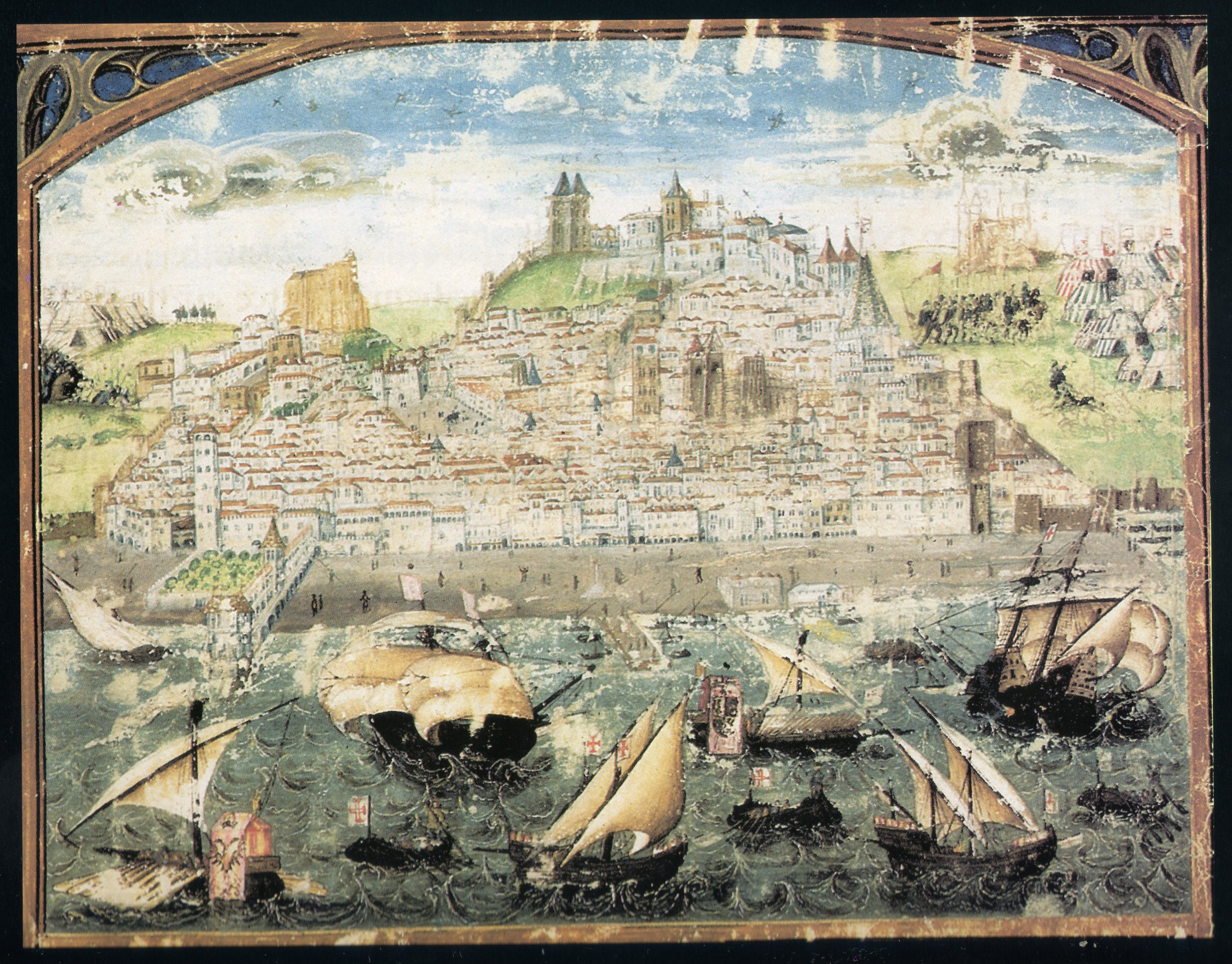
1500年頃のリスボンを描いた絵画

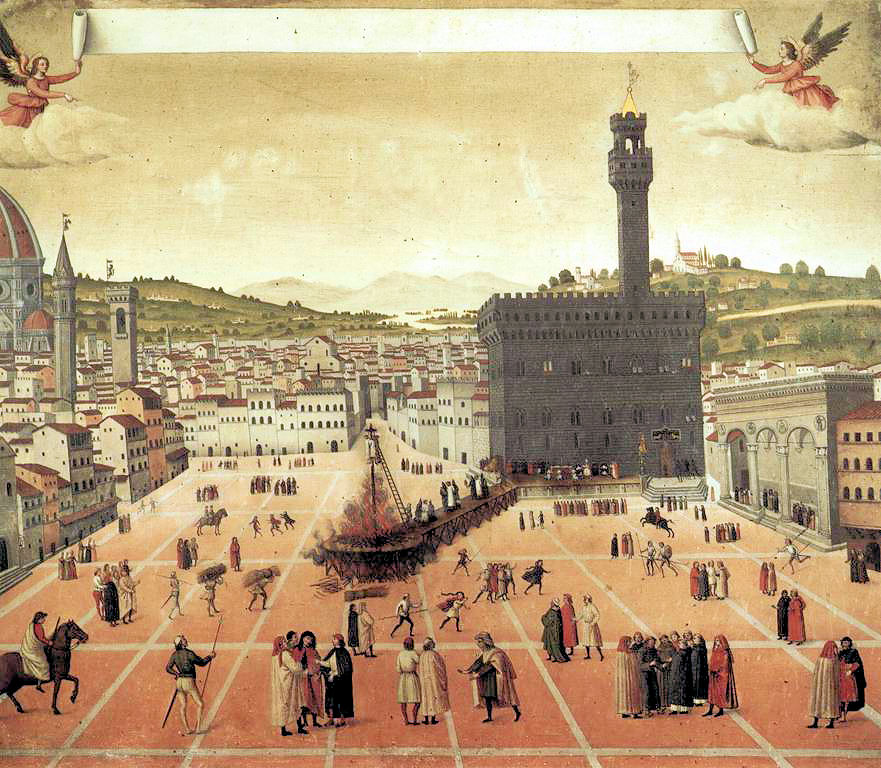
1500年頃のシニョリーア広場を描いた1650年の絵画

  - 2月20日（旧暦1月28日） - 長崎港を出港。
  - 3月9日（天正10年旧暦2月15日） - マカオ着。風を待つ。
- 1583年12月20日（天正11年旧暦11月7日） - マラッカ・コチンをへてゴア着。
- 1584年（天正12年）
  - 8月10日（旧暦7月5日） - ポルトガルの首都リスボンに到着。サン・ロッケ教会が宿舎となる。リスボン近郊シントラのアルベルト・アウストリア枢機卿（フェリペ2世の妹マリアと神聖ローマ皇帝マクシミリアン2世の男子）の王宮に招かれる。
  - 11月25日（旧暦10月23日） - スペインの首都マドリードでスペイン国王フェリペ2世の歓待を受ける。
- 1585年（天正13年）
  - 3月1日（旧暦1月30日） - スペインのマヨルカ島を経由しイタリアのリヴォルノに到着、トスカーナ大公国に入る。イタリアの地を初めて踏む。
  - 3月2日（旧暦2月1日） - 午後1時にピサに到着。ピサ宮殿にてトスカーナ大公フランチェスコ1世・デ・メディチに謁見。その晩、大公妃ビアンカ・カッペッロ主催の舞踏会に参加。ピサ滞在中、斜塔や大聖堂をはじめとするピサのドゥオモ広場を訪れる。
  - 3月6日（旧暦2月5日） - カヴァリエーリ広場（イタリア語版、英語版）にあるサント・ステファノ・デイ・カヴァリエーリ教会（イタリア語版、英語版）にて聖ステファノ騎士団（イタリア語版、英語版）を見学する。この日は四旬節の初日である灰の水曜日であったため、トスカーナ大公とともに灰を受ける。
  - 3月7日（旧暦2月6日） - フィレンツェに到着。シニョリーア広場にあるヴェッキオ宮殿に宿泊する。
  - 3月11日（旧暦2月10日） - フィレンツェ近郊にある別荘ヴィッラ・デミドフ（イタリア語版、英語版）（ヴィッラ・プラトリーノ）で過ごす。
  - 3月23日（旧暦2月22日） - ローマでローマ教皇グレゴリウス13世に謁見。ローマ市民権を与えられる。
  - 5月1日（旧暦4月2日） - グレゴリウス13世の後を継いだシクストゥス5世の戴冠式に出席。
  - 6月3日（旧暦5月6日） - ローマを出発。以後ヴェネツィア、ヴェローナ、ミラノなどの諸都市を訪問。途中、アッシジにも巡礼。
- 1586年4月13日（天正14年旧暦2月25日） - リスボンを出発。帰路につく。
- 1587年（天正15年）
  - 5月29日（旧暦4月23日） - インドのゴアに到着。ヴァリニャーノに再会。コレジオにおいて原マルティノの演説が行われる。また同月に長崎で大村純忠が死去。
  - 6月 - 豊後において大友義鎮（宗麟）が死去。
  - 7月 - 豊臣秀吉によるバテレン追放令発布。
- 1590年7月21日（天正18年旧暦6月20日） - 使節団帰国。長崎に帰港。
- 1591年3月3日（天正19年閏1月8日） - 聚楽第において豊臣秀吉を前に、西洋音楽（ジョスカン・デ・プレの曲）を演奏する。

## 使節団が持ち帰った西洋の文物
- 活版印刷機
- 西洋楽器
- 西洋絵画
- 海図
- 大型西洋馬（アラビア馬）1頭−聚楽第で関白豊臣秀吉に拝謁後献上

## 記念碑等
4名全員の群像
- 長崎県大村市 - 「天正遣欧少年使節顕彰之像」（1982年、使節の出発400年を記念して建立）[15]。

伊東マンショ
- 宮崎県西都市都於郡城趾 - 「伊東満所像」
- 宮崎県日南市日南駅駅前広場 - 「伊東マンショ像」
- 大分県大分市遊歩公園 - 「伊東ドン・マンショ像」（彫刻家北村西望による作品）[16]

千々石ミゲル
- 長崎県雲仙市雲仙市役所千々石総合支所前庭 - 「千々石ミゲル像」[17]
- 長崎県雲仙市釜蓋城趾 - 「千々石清左衛門碑」[18]

中浦ジュリアン
- 長崎県西海市西海町中浦「中浦ジュリアン記念公園」西側隣接地−「中浦ジュリアン顕彰之碑」
- 「中浦ジュリアン記念公園」展示室屋上−「西方のローマを指さす中浦ジュリアン像」
- 「中浦ジュリアン記念公園」展示室内−「中浦ジュリアンの生涯を描いたフレスコ壁画」
- 西海市西海町木場「西海スポーツガーデン体育館」前−「十字架のように手を広げて立つ中浦ジュリアン像」
- 長崎県島原市白土町「カトリック島原教会」前−「禁教下で布教して歩く中浦ジュリアン像」

原マルティノ

## 天正遣欧少年使節を題材にした作品
小説
- 三浦哲郎『少年讃歌』（文藝春秋 1982年、のち文春文庫）- 第15回日本文学大賞
- 松永伍一『天正の虹』（ファラオ企画、1991年 ISBN 4894091062）
- 濵口賢治『西海の聖者−小説・中浦ジュリアン』（葦書房 1998年）
- 若桑みどり 『クアトロ・ラガッツィ――天正少年使節と世界帝国』（集英社 2003年／集英社文庫（上下） 2008年） - 第31回大佛次郎賞
- 村木嵐『マルガリータ』（文藝春秋 2010年、のち文春文庫） - 第17回松本清張賞
- 原田マハ『風神雷神 Juppiter, Aeolus』（PHP研究所、2019年、のち同・文庫）

漫画
- 児玉幸多・結城了悟監修『小学館版学習まんが 少年少女人物日本の歴史　天正少年使節』
- 吉川景都『子どもと十字架 天正遣欧少年使節』
- 金田達也『サムライ・ラガッツィ -戦国少年西方見聞録-』
- 新井隆広『天翔のクアドラブル』
- 平田真貴子『異国日記』
- 奈華よしこ『天正遣欧少年使節　光の彼方へ』

音楽
- オペラ『忘れられた少年－天正遣欧少年使節』（作曲：柴田南雄）
- 『戦国鍋TV』「GO!天正遣欧少年使節」（作詞：安部裕之・作曲：奥村愛子）
- 合唱・オーケストラ・ソプラノ独唱のための 交響詩曲『伊東マンショ～時を超える祈り～』（作曲：出田敬三・短歌：伊藤一彦）

ドラマ
- 『MAGI-天正遣欧少年使節-』（2019年1月17日配信、全10話、Amazon Prime Video）[19]

舞台
- 「不死鳥のつばさ燃ゆとも」平岩弓枝作・春日野八千代演出・主演, 宝塚大劇場・1963年2月、東京宝塚劇場・1963年8月
- ミュージカル「ローマを見た」山崎正和作（中央公論社 1989年）、音楽・ボブ佐久間
- 『マルガリータ〜戦国の天使たち〜』（2014年9月27日 - 10月5日、EX THEATER ROPPONGI・〈歴史をもっと深く知りたくなるシリーズ〉）[20]
  - 原作：村木嵐『マルガリータ』文藝春秋
  - 出演：細貝圭（千々石ミゲル役）、鈴木拡樹（中浦ジュリアン役）、井深克彦（伊東マンショ役）、染谷俊之（原マルティノ役）

テレビ・ドキュメンタリー
- 『ヤマザキマリ×歴史ミステリー 世界を見た若者たち』（2025年2月14日 NHK総合）[21]